# 日本海大海戰 海軍進行曲
《日本海大海戰：海行兮》（日语：日本海大海戦 海ゆかば）是日本戰爭片，1983年東映發行。

## 概要
本片內容以日俄戰爭中三笠號戰艦在日本海海戰作戰的故事為主軸。

## 製作
- 導演：舛田利雄
- 編劇：笠原和夫（日语：笠原和夫 (脚本家)）
- 音樂：伊部晴美（日语：伊部晴美）
- 片長：131分鐘

## 演員
- 三船敏郎：東鄉平八郎
- 沖田浩之（日语：沖田浩之）：神田源太郎
- 三原順子：木村節
- 佐藤浩市：大上勇作
- 宅麻伸（日语：宅麻伸）：尾形登
- 坂井徹（日语：坂井徹）：神田的部下
- 淺見小四郎（日语：浅見小四郎）：中山幸平
- 齊藤司：淺井啟七
- 掛田誠（日语：掛田誠）：日比野一郎
- 林恆壽：金森善吉
- 井田弘樹（日语：井田弘樹）：小松清
- 高月忠（日语：高月忠）：喜多川與之助
- 葛茲石松（日语：ガッツ石松）：松田一機曹
- 伊藤敏孝：片山伊作
- 二宮小夜子（日语：二宮さよ子）：千加
- 石井富子（日语：石井富子）：寄宿舍的老太太
- 谷村昌彥（日语：谷村昌彦）：寄宿舍的老主人
- 近藤洋介（日语：近藤洋介 (俳優)）：伊地知彥次郎（日语：伊地知彦次郎）
- 橫內正（日语：横内正）：秋山真之
- 平幹二朗（日语：平幹二朗）：明治天皇
- 伊東四朗（日语：伊東四朗）：丸山壽次郎
- 丹波哲郎：山本權兵衛

## 獎項
| - 第7屆日本電影金像獎（1984年） - 「最佳男配角獎」：佐藤浩市 |

## 外部連結
- 互联网电影数据库（IMDb）上《日本海大海戰：海行兮》的资料（英文）